# Eleição municipal de Sete Lagoas em 2016
A eleição municipal de Sete Lagoas em 2016 foi realizada para eleger um prefeito, um vice-prefeito e 17 vereadores no município de Sete Lagoas, no estado brasileiro de Minas Gerais. Foram eleitos Leone Maciel Fonseca (Movimento Democrático Brasileiro) e Duílio de Castro Faria para os cargos de prefeito(a) e vice-prefeito(a), respectivamente. Seguindo a Constituição, os candidatos são eleitos para um mandato de quatro anos a se iniciar em 1º de janeiro de 2017. A decisão para os cargos da administração municipal, segundo o Tribunal Superior Eleitoral, contou com 160 413 eleitores aptos e 26 726 abstenções, de forma que 16.66% do eleitorado não compareceu às urnas naquele turno. 

## Resultados

### Eleição municipal de Sete Lagoas em 2016 para Prefeito
A eleição para prefeito contou com 4 candidatos em 2016: Marcio Reinaldo Dias Moreira do Progressistas, Emilio de Vasconcelos Costa do Partido Socialista Brasileiro, Leone Maciel Fonseca do Movimento Democrático Brasileiro (1980), Elson Ferreira da Silva do Partido Pátria Livre que obtiveram, respectivamente, 16 851, 33 848, 50 698, 2 384 votos. O Tribunal Superior Eleitoral também contabilizou 16.66% de abstenções nesse turno.
| Candidato(a)                      | Vice                                 | Coligação                                    | Votos recebidos | Percentual |
| --------------------------------- | ------------------------------------ | -------------------------------------------- | --------------- | ---------- |
| Leone Maciel Fonseca (MDB)        | Duílio de Castro Faria               | Sete Lagoas Merece Respeito                  | 50698           | 48.85%     |
| Emilio de Vasconcelos Costa (PSB) | Caio Lucius Valace de Oliveira Silva | Melhor para Sete Lagoas                      | 33848           | 32.61%     |
| Marcio Reinaldo Dias Moreira (PP) | Ana Carolina Pontelo Canabrava       | Experiencia e Juventude: a Força do Trabalho | 16851           | 16.24%     |
| Elson Ferreira da Silva (PPL)     | Ronaldo Chequer de Carvalhos Ramos   | Partido Pátria Livre (sem coligação)         | 2384            | 2.3%       |

### Eleição municipal de Sete Lagoas em 2016 para Vereador
Na decisão para o cargo de vereador na eleição municipal de 2016, foram eleitos 17 vereadores com um total de 113 659 votos válidos. O Tribunal Superior Eleitoral contabilizou 8 582 votos em branco e 11 446 votos nulos. De um total de 160 413 eleitores aptos, 26 726 (16.66%) não compareceram às urnas.
| Nome                                    | Partido político                               | Coligação                                       | Votos recebidos | Percentual |
| --------------------------------------- | ---------------------------------------------- | ----------------------------------------------- | --------------- | ---------- |
| Alcides Longo de Barros                 | Progressistas (PP)                             | Progressistas (sem coligação)                   | 2979            | 2.62%      |
| Fabricio Augusto Carvalho do Nascimento | Partido Republicano Brasileiro (PRB)           | Respeito, Uniao e Democracia                    | 2701            | 2.38%      |
| Marcelo Pires Rodrigues                 | Movimento Democrático Brasileiro (MDB)         | Respeito, Uniao e Democracia                    | 1992            | 1.75%      |
| João Evangelista Pereira de Sá          | Partido da Social Democracia Brasileira (PSDB) | Respeito, Uniao e Democracia                    | 1880            | 1.65%      |
| Milton Mauricio Martins                 | Partido Social Cristão (PSC)                   | Partido Social Cristão (sem coligação)          | 1815            | 1.6%       |
| Euro de Andrade Lanza                   | Progressistas (PP)                             | Progressistas (sem coligação)                   | 1618            | 1.42%      |
| Joaquim Gonzaga Barbosa                 | Partido Social Liberal (PSL)                   | Partido Social Liberal (sem coligação)          | 1608            | 1.41%      |
| Ismael Soares de Moura                  | Progressistas (PP)                             | Progressistas (sem coligação)                   | 1564            | 1.38%      |
| Ronaldo João da Silva                   | Partido Democrático Trabalhista (PDT)          | Partido Democrático Trabalhista (sem coligação) | 1543            | 1.36%      |
| Claúdio Henrique Nafic Gonçalves        | Partido Republicano Brasileiro (PRB)           | Respeito, Uniao e Democracia                    | 1488            | 1.31%      |
| Gislene Inocencia Silva Carvalho        | Partido Social Democrático (PSD)               | Partido Social Democrático (sem coligação)      | 1421            | 1.25%      |
| Gilson Liboreiro da Silva               | Partido Social Liberal (PSL)                   | Partido Social Liberal (sem coligação)          | 1408            | 1.24%      |
| Marli Aparecida Barbosa                 | Partido Social Cristão (PSC)                   | Partido Social Cristão (sem coligação)          | 1349            | 1.19%      |
| José Pereira da Silva                   | Partido Social Liberal (PSL)                   | Partido Social Liberal (sem coligação)          | 1327            | 1.17%      |
| Rodrigo Braga da Rocha                  | Partido Verde (PV)                             | Partido Verde (sem coligação)                   | 1192            | 1.05%      |
| Renato Gomes                            | Partido Verde (PV)                             | Partido Verde (sem coligação)                   | 1174            | 1.03%      |
| Albertinho José da Fonseca              | Partido Social Democrático (PSD)               | Partido Social Democrático (sem coligação)      | 1138            | 1%         |